# Северный переулок (Сестрорецк)
Се́верный переу́лок — переулок в городе Сестрорецке Курортного района Санкт-Петербурга. Проходит от Приморского шоссе до улицы Володарского.
Наименован 14 апреля 1975 года в связи с тем, что до появления в 1976 году дома 350 по Приморскому шоссе переулок проходил по северной границе застройки.
До настоящего времени нумерации по Северному переулку нет. Единственный дом, который формирует линию застройки переулка, числится по Приморскому шоссе, 348; он построен в 1972 году.